# Хан, Сара Али
Сара Али Хан Патауди (род. 12 августа 1995, Мумбаи) — индийская актриса

, которая снимается в фильмах на хинди.

## Биография
Сара Али Хан родилась 12 августа 1995 года в Бомбее в семье Патауди; дочь актёров Саифа Али Хана и Амриты Сингх (в 2004 году, после тринадцати лет брака, пара развелась).

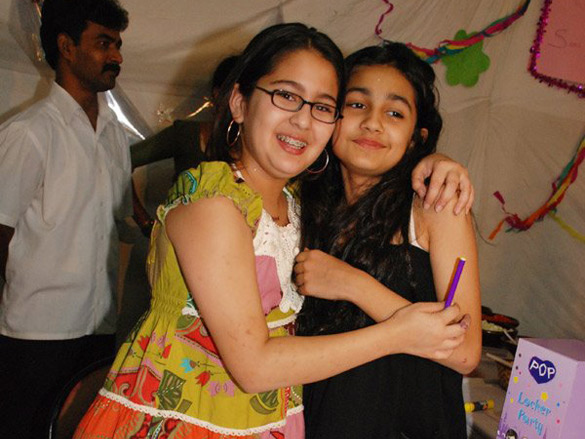
Будущие актрисы Алия Бхатт и Сара Али Хан в 2006 году

Получив степень по истории и политологии в Юридической школе Колумбийского университета, Хан начала свою актёрскую карьеру в 2018 году с романтического фильма-драмы «Кедарнатх», который сделал хорошие сборы в прокате принёс ей премию Filmfare Award за лучшую дебютную женскую роль. Актриса закрепила успех в комедийном боевике «Симмба», который также имел коммерческий успех.
После этого, наряду с несколькими плохо принятыми кинофильмами, она снялась в хорошо принятой зрителями драме «Странная любовь» и в романтической комедии 2023 года «Отойдите в сторону и будьте осторожны» собравшей хорошие кассовые сборы.
В 2019 году журнал Forbes включил Хан в список India’s Celebrity 100, поставив её на 66-е место с предполагаемым годовым доходом в 57,5 млн рупий (660 000 долларов США).
Во время пандемии COVID-19 Хан сделала пожертвование в фонд Сону Суда на покупку кислородных баллонов для нуждающихся. В 2021 году, в свой день рождения, она объединилась с детским фондом Kailash Sathyarthi для оказания помощи детям, осиротевшим из-за COVID-19.